# Diecezja Jinja
Diecezja Jinja – diecezja rzymskokatolicka w Ugandzie. Powstała w 1966.

## Biskupi diecezjalni
- Biskupi Jinja 
  - Bp Charles Martin Wamika (od 2010)
  - Bp Joseph Willigers, M.H.M. (1967-2010)
- Biskupi  Kampala 
  - Bp Vincent Billington, M.H.M. (1953– 1965)
- Wikariusze apostolscy Kampala 
  - Bp Vincent Billington, M.H.M. (1948 – 1953)